# Верхняя Онигма
Верхняя Онигма — озеро на территории Чернопорожского сельского поселения Сегежского района Республики Карелии.

## Общие сведения
Площадь озера — 1,4 км². Располагается на высоте 119,0 метров над уровнем моря.
Форма озера лопастная, продолговатая: оно вытянуто с северо-запада на юго-восток. Берега изрезанные, каменисто-песчаные, преимущественно возвышенные.
С запада в озеро впадает река Паюдеж. С юго-востока озеро протокой соединяется протокой с озером Нижней Онигмой, из которого берёт начало река Онигма, втекающая в Ондское водохранилище.
В озере расположено не менее трёх безымянных островов различной площади.
Вдоль северо-восточного берега озера проходит трасса А137 («Р21 („Кола“) — Тикша — Ледмозеро — Костомукша — граница с Финляндской Республикой»), а также железнодорожная линия Кочкома — Ледмозеро.
Код объекта в государственном водном реестре — 02020001311102000008388.